# North Hudson, Wisconsin
North Hudson là một làng thuộc quận St. Croix, tiểu bang Wisconsin, Hoa Kỳ. Năm 2006, dân số của làng này là 3463 người.